# افرای راه‌راه
افرای راه‌راه (نام علمی: Acer pensylvanicum) نام یک گونه از سرده افرا است.